# Leptodactylodon boulengeri
Espèce
Synonymes
- Leptodactylodon bamilekianus Amiet, 1971

Statut de conservation UICN

 NT  : Quasi menacé
Leptodactylodon boulengeri est une espèce d'amphibiens de la famille des Arthroleptidae.

## Répartition
Cette espèce est endémique du Cameroun. Elle se rencontre de 800 à 1 450 m d'altitude sur les monts Bana, Nlonako et Ngorro.
Sa présence est incertaine au Nigeria.

## Étymologie
Cette espèce est nommée en l'honneur de George Albert Boulenger.

## Publication originale
- Nieden, 1910 : Neue Reptilien und Amphibien aus Kamerun. Archiv für Naturgeschichte, Berlin, vol. 76, p. 234-246 (texte intégral).